# デ・トマソ
デ・トマソまたはデ・トマゾ（伊: De Tomaso）は、イタリアの自動車メーカーである。
1959年にアウトモービリ・デ・トマソ (Automobili De Tomaso) として、アルゼンチン出身のアレッサンドロ・デ・トマソがイタリアのモデナにて設立した。アレハンドロは技術者でも、新事業を積極的に立ち上げることに野心を燃やす実業家でもなく、レーサーとして腕を鳴らした人物だった。2003年にアレハンドロが亡くなり、会社は2004年5月に解散された。その後2009年11月、フィアットの元重役であったイタリアの実業家ジャン・マリオ・ロシニョーロが商標権を取得。2011年ジュネーブモーターショーにて「デ・トマソ」ブランドで新型車を発表、新生デ・トマソとして復活したが、資金不足により再び解散。
2019年に香港のアイディアル・ベンチャーズより再び復活する。
エンブレムはアレハンドロの母国・アルゼンチンの国旗にも使われる「水色・白・水色」の配色に古代エジプトの女神「イシス」を表す象形文字（ヒエログリフ）を組み合わせたもの。アレハンドロは「妻・イザベル」のイニシャルと称していたというが、その主張に従うとアレハンドロ自身は冥界の王オシリスに当たることから、ローマンカトリックのお膝下たるイタリアではタブー視されていた。

## 歴史

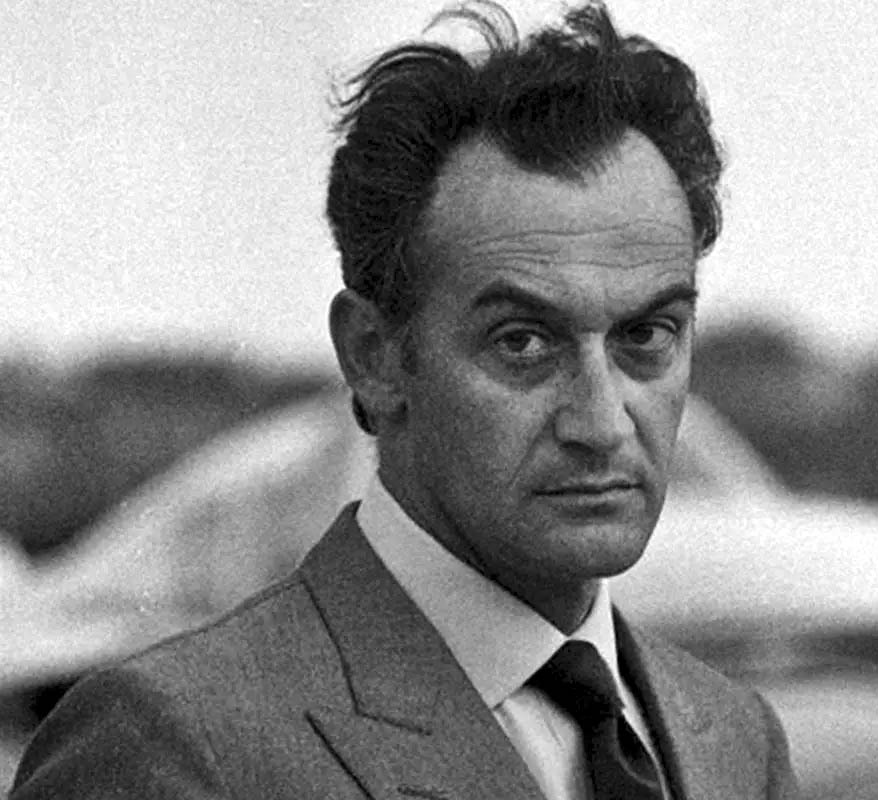
アレッサンドロ・デ・トマソ

デ・トマソは、はじめから市販車の生産をしていたわけではなかった。起業してからの数年間はフォーミュラマシンの自社製作にほとんどを費やしていた。しかも、コンポーネント製作もフレームに限っての話で、エンジンや駆動系は市販のものを搭載していた。

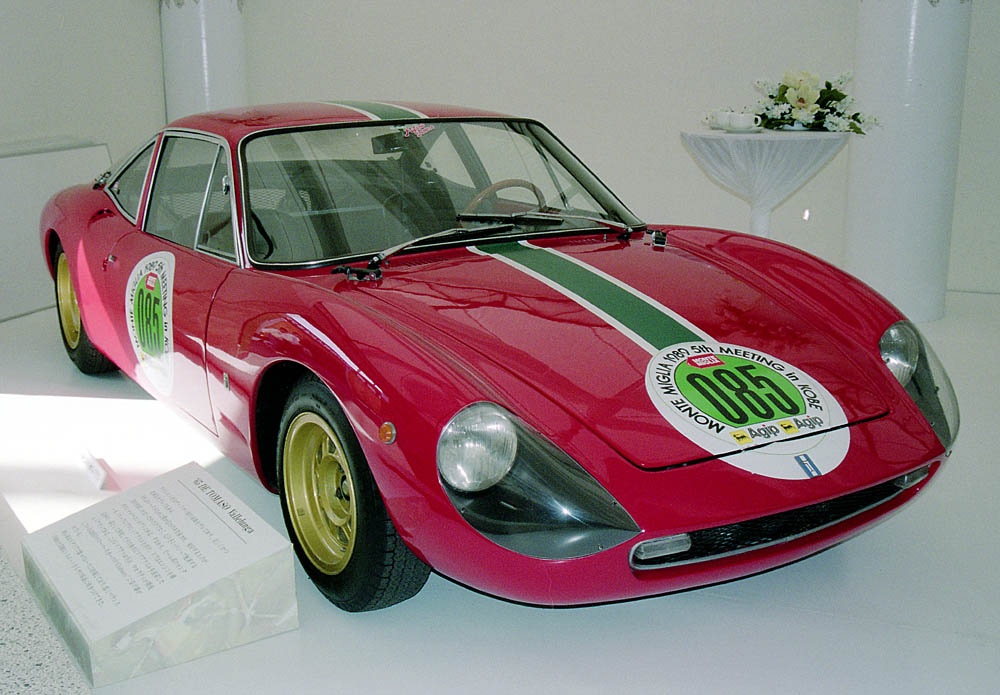
デ・トマソ・ヴァレルンガ

1963年に3台の試作車を発表。このうちの1台であるヴァレルンガ1500は、アルミボディのオープンカーからクーペタイプのFRP製ボディに変更して市販され、マトラ・ジェットに次ぐ、初期のミッドシップ・ロードゴーイング・スポーツカーの1台として名を知られるようになった。エンジンはフォード製、トランスミッションはフォルクスワーゲン製（中身はヒューランド）と非常に堅実で、元来リアエンジン用のトランスミッションは、デ・トマソ製のクラッチ・エンジンアダプターを介して前後逆に取り付けられている。また、リアハブはマグネシウム合金で作られている。
1966年、2台目の市販車はマングスタで、フォードと共同開発した最初の車種であった。デ・トマソ初期においてフォードは、経営判断にかかわるような重要な影響を与えていた。マングスタではフォードのチャレンジャー289 V8エンジンを採用している。マングスタのボディワークはカロッツェリア・ギアでおこなわれている。マングスタは400台程製作された。

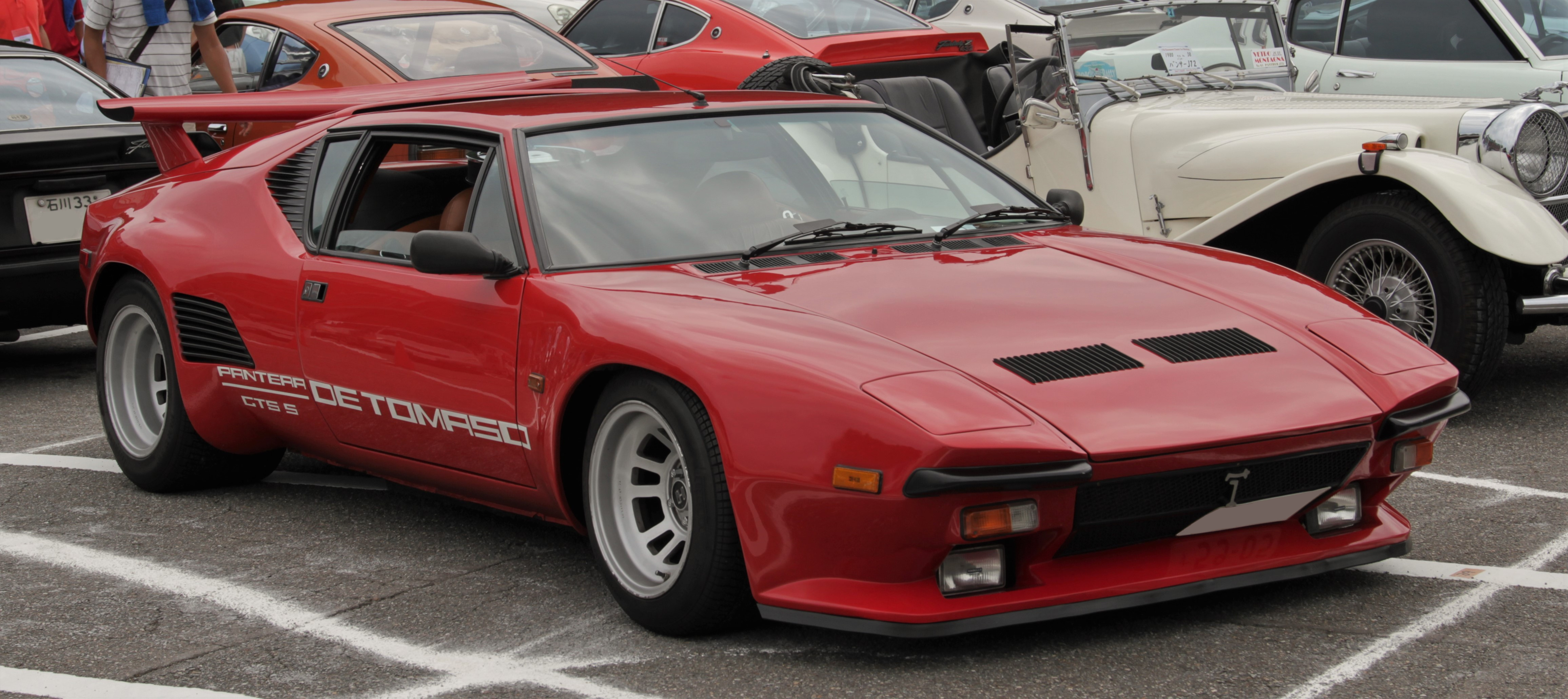
デ・トマソ・パンテーラ

1971年にはフォードのスポーツカープロジェクトに参加して生まれたパンテーラを発表。アレハンドロとフォード社社長アイアコッカの関係を象徴するように、カロッツェリア・ギアのボディにフォード・351C-4V V8を載せた上に、アメリカではフォードのリンカーン、マーキュリーの契約ディーラーで販売された。パンテーラはデ・トマソ史上最大の生産台数を記録し、商業的にも成功したが、品質の低さでフォードに打撃を与えた。フォードとの契約期間であった1971年から1973年の間には6,128台がモデナで生産された。
1970年代初頭の第一次オイルショックのため、後ろ盾であったフォードが手を引き、フォード向けパンテーラの生産は1973年で終了している。通常の自動車にとっても厳しい時代となったこの時期、大排気量スポーツカーにとってはまさに冬の時代で、スポーツカーメーカーの中には会社解散に追い込まれるところもあった。
しかし、アレハンドロは1975年、マセラティの買収を皮切りに、イノチェンティ、ベネリと次々と買収し、1970年代から1980年代にかけて事業拡大という経営方針によって乗り切ろうとした。この時期にはマセラティのビトゥルボが商業的に成功を見たが、依然として品質の低さは解決できていなかった。また、イノチェンティがBLMC・Miniにダイハツ製エンジンを搭載した小型車も生産した他、1980年代中盤には、1978年にフォードを解雇され、その後クライスラー会長となったアイアコッカの依頼により、 クライスラーの車体にマセラティのエンジンを搭載した「TC バイ・マセラティ｣の生産を行い、販売的には失敗したものの、マセラティとデ・トマソに利益をもたらした。
デ・トマソ自体は1970年代以降、リファインを繰り返しながらパンテーラ、高級サルーンのドーヴィル、ドーヴィルの車体を短縮したGTカー、ロンシャンなどを販売していた。
新たに一から設計された車両として1994年になってようやくグアラを登場させたが、少量生産されたのみにとどまった。次いでFR2シーターのスポーツカー、ビグアの開発に賭けることとしたが、度重なる商標権の移動などでデ・トマソとしての販売には至らず最終的にはクヴェール・モデナによってマングスタ（Qvale Mangusta）という車名で販売されることで世に出たものの短命に終わり、MGローバーのクヴェール・モデナ買収によってMG XpowerSVの基礎となった。
パンテーラの生産を打ち切った1993年、創始者のアレハンドロが病に冒され入院。療養していたものの2003年5月21日に心不全が原因で他界。2004年5月、会社はアレハンドロの遺族によって解散された。

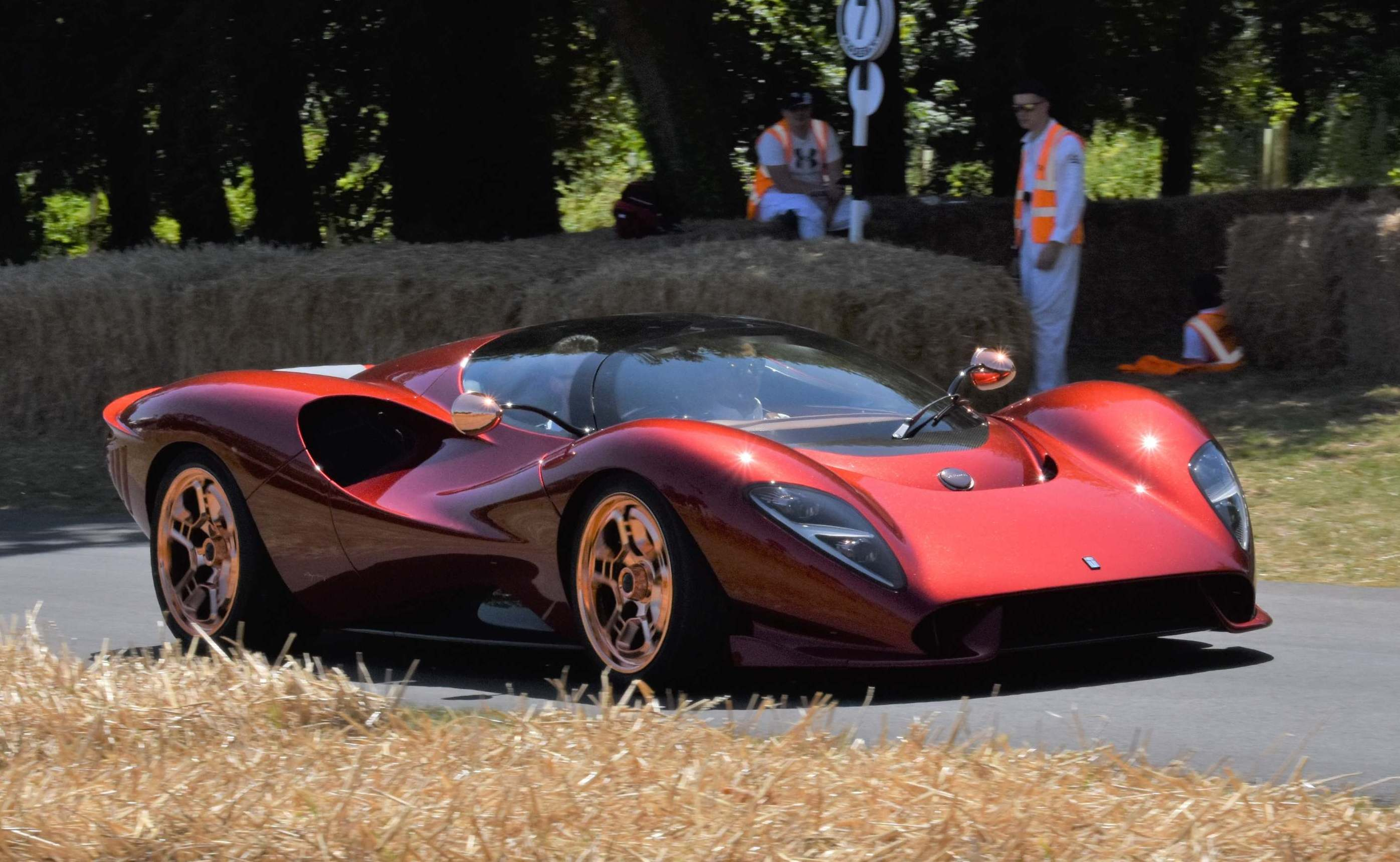
デ・トマソ・P72

2011年、ジュネーブモーターショーにて復活したデ・トマソはコンセプトカーを発表した。しかし2012年、再度資金難に陥り、2014年にモデナ工場を閉鎖、2015年4月、最終的に中国企業に売却された。
その後、2019年にアイディアル・ベンチャーズにより再び復活。同年11月にデ・トマソ・P72を発表。P72はドイツ・ニュルブルクリンク付近に新設された工場で製造された。P72は2023年末に納車が予定されている。
2022年にはサーキット専用車であるP900を発表。18台限定で製造される。

## レース活動
1961年にはアルファロメオを、1970年にはコスワースのエンジンをそれぞれ搭載してF1に参戦したが、結果を残せず早々に撤退した。
1970年の参戦の際にはのちにウィリアムズF1チームを創設するフランク・ウィリアムズがチームの運営を行っていたが、第5戦オランダグランプリでピアス・カレッジが事故死したこともあり、わずか1年で再び撤退、以降参戦することはなかった。

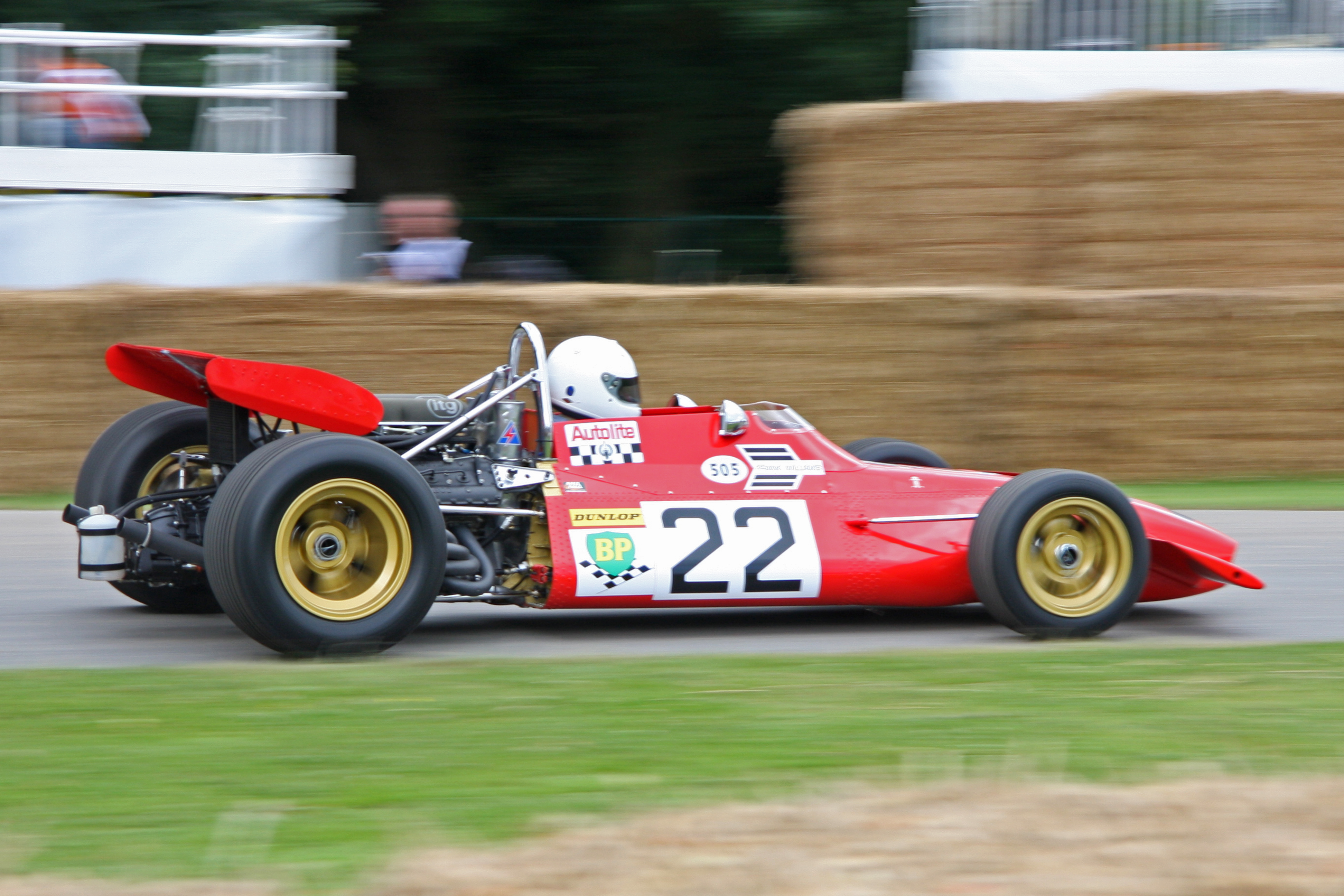
1970年シーズンの参戦車両（ティーポ505）

## 過去の車種
- ヴァレルンガ
- マングスタ
- パンテーラ
- ドーヴィル
- ロンシャン
- クヴェール・マングスタ (en: Qvale Mangusta)
- グアラ